# Lindewitt
Lindewitt (dänisch: Lindved) ist eine Gemeinde im Kreis Schleswig-Flensburg in Schleswig-Holstein.

## Geographie

### Geographische Lage
Das Gemeindegebiet von Lindewitt erstreckt sich im Norden vom Naturraum Schleswiger Vorgeest südwestlich von Flensburg an der Linnau. Der Zufluss der Soholmer Au, ebenso wie die im Seelander Moor entspringende Ostenau (dänisch Øster å), prägen die Weide-Wald-Moorlandschaft dieses Bereichs der Schleswigschen Geest.

### Gemeindegliederung
Das Gemeindegebiet umfasst die Ortschaften Haselundsiek, Kleinwiehe (dänisch Lille Vi), Linnau (dänisch Lindaa), Lüngerau (dänisch Lyngvrå), Riesbriek (dänisch Risbrig), Seeland und Sillerup.

### Nachbargemeinden
Das Gemeindegebiet von Lindewitt wird umschlossen (im Uhrzeigersinn im Norden beginnend) von:
Nordhackstedt–Meyn–Großenwiehe–Jörl–Löwenstedt–Joldelund–Goldebek–Goldelund–Lütjenholm–Enge-Sande–Hörup
Die Gemeindegrenze zu den Nachbargemeinden von Löwenstedt bis Enge-Sande ist zugleich Kreisgrenze nach Nordfriesland.

## Geschichte
Das Gemeindegebiet ist seit der Jungsteinzeit besiedelt. Der Name des Ortes leitet sich davon ab, dass die Gegend recht waldreich ist. Das dänische lind für Linde und das dänische witt für Wald ergibt übersetzt Lindenwald.
Gut Lindewitt bestand um 1500, das Herrenhaus wurde um 1780 erbaut. Das adlige Gut Lindewitt wurde im Jahre 1796 parzelliert. Das Gut steht heutzutage nicht mehr. – Die Sage vom Schloß von Lindewitt zeugt noch von diesem.

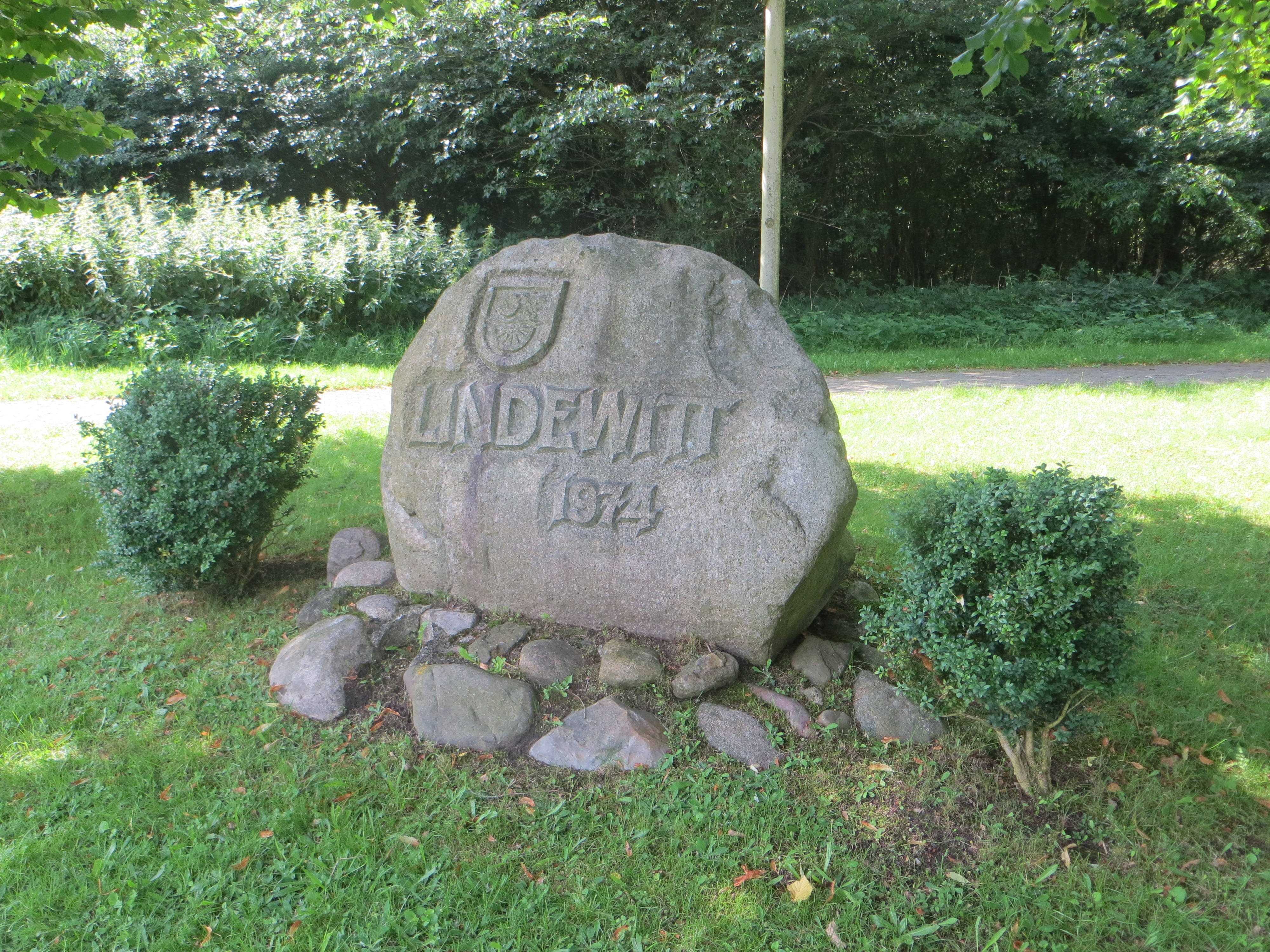
Gemeindestein, der an die Vereinigung 1974 erinnert

Am 24. März 1974 wurden die bis dahin zum Kreis Flensburg-Land gehörenden Gemeinden Kleinwiehe, Lindewitt-Lüngerau, Linnau, Riesbriek und Sillerup zur neuen Gemeinde Lindewitt zusammengeschlossen.  Der Kreis Flensburg-Land wurde gleichzeitig mit dem Kreis Schleswig zum Kreis Schleswig-Flensburg zusammengefasst.

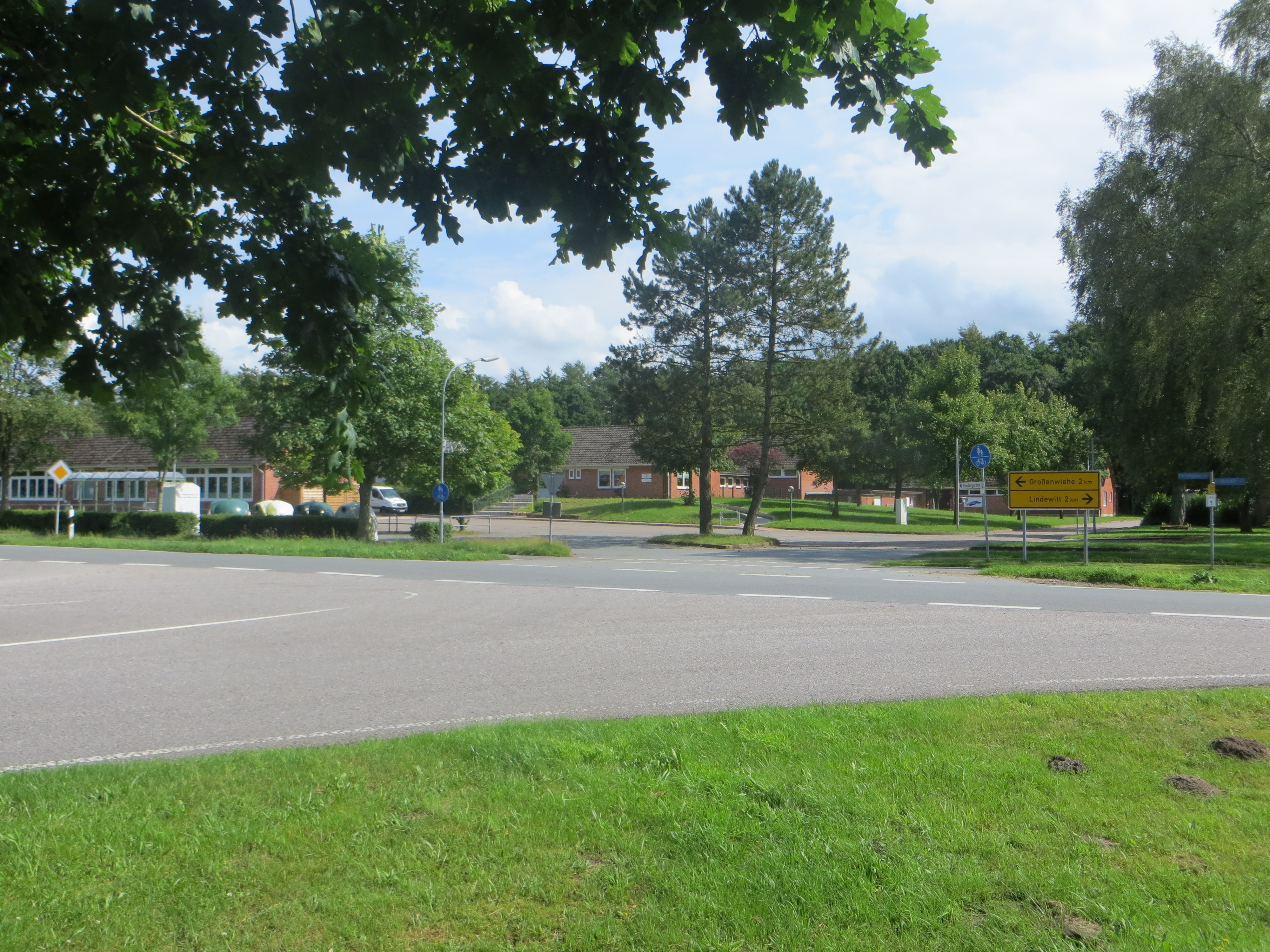
Grund- und Hauptschule „Am Wald“ (ehemalige Dienststelle Lindewitt/Bunker Ludwig)

Von 1974 bis 1993 befand sich in der Grund- und Hauptschule „Am Wald“ der Ausweichsitz der schleswig-holsteinischen Landesregierung (Dienststelle Lindewitt/Bunker Ludwig). Ein zweiter Regierungsbunker befand sich südlich von Flensburg beim Ort Sankelmark beim dortigen Akademiezentrum Sankelmark. Der Bunker Ludwig kann heutzutage besichtigt werden.

## Politik

### Gemeindevertretung
Von den 13 Sitzen in der Gemeindevertretung besetzen die Kandidaten der Allgemeinen Wählergemeinschaft Lindewitt (AWL) nach der Kommunalwahl 2023 alle. Die Wahlbeteiligung betrug diesmal 51,5 Prozent.

### Wappen
Blasonierung: „Von Silber und Grün im Wellenschnitt geteilt. Oben ein aus einem Blatt und einem Samenstand mit fünf Samenkapseln gebildeter Lindenzweig, unten ein unterhalbes Wagenrad in verwechselten Farben.“

## Wirtschaft und Verkehr
Die Gemeinde ist überwiegend landwirtschaftlich geprägt. Es gibt auch eine große Zahl von Windkraftanlagen. Im Jahr 1972 wurde der Handels- und Gewerbeverein Großenwiehe-Lindewitt gegründet. Er ist einer der ältesten ländlichen Handels- und Gewerbevereine im Kreis.
Durch das Gemeindegebiet von Lindewitt verlaufen drei schleswig-holsteinische Landesstraßen. Die Landesstraße 12 führt dabei in Ost-West-Richtung durch den südlichen Gemeindeabschnitt von Wanderup (Anschluss an der Bundesstraße 200) nach Bredstedt (Anschluss an der Bundesstraße 5).
In der Nachbargemeinde Großenwiehe kreuzt die Landesstraße 14. Diese markiert eine Querverbindung von der Bundesstraße 199 in Wallsbüll und der Bundesstraße 200 im Wanderuper Ortsteil Kragstedt. Sie führt dabei durch den Lindewitter Ortsteil Kleinwiehe.
Daneben zweigt im Gemeindegebiet von Lindewitt in südlicher Richtung die Landesstraße 269 ab. Sie führt in Richtung des Ortsteils Sillerup und weiter nach Stieglund und Jörl.

## Kultur und Sehenswürdigkeiten
Kulturdenkmale, die in der Denkmalliste des Landes Schleswig-Holstein eingetragen wurden, sind auf der Seite Liste der Kulturdenkmale in Lindewitt aufgeführt. Entsprechend sind auf der Seite Liste der Bodendenkmale in Lindewitt die in die Bodendenkmalliste des Archäologischen Landesamts Schleswig-Holstein eingetragenen Bodendenkmale aufgeführt.  In einer ehemaligen Backstube in Lindewitt befindet sich heute ein Bäckereimuseum. Der alte Mühlenteich wird seit 1960 als Naturfreibad (Waldbad) genutzt. Beliebtes Naherholungsgebiet ist der Lindewitter Forst.

## Bekannte Sagen von der Gemeinde Lindewitt

### Sage vom Schloss Lindewitt
In einer Sage heißt es, dass man einst zur Mitternachtszeit im Rittersaal von Schloss Lindewitt Kampfgetöse und Waffengeklirr gehört habe. In anderen Räumen soll ein weiterer Geist sein Unwesen getrieben haben. Irgendwann habe man der Sage nach die Geister schließlich in einen großen Kessel gebannt und vergraben.

### Sage vom Nis Puk vom Lindewitt-Hof
Einst soll der Puk vom Lindewitt-Hof auf dem Hundehaus gesessen und mit den Beinen die Hunde darunter geärgert haben. Heulend und bellend sollen sie versucht haben, den kleinen Nis zu fassen. Der Knecht des Hofes sah dies, wollte sich einen Spaß machen und schubste den Puk runter von der Hütte. Der Nis Puk schrie laut auf und schwor, sich zu rächen. Eines Tages band der Nis Puk die beiden Rappen los und jagte sie in die Richtung der Gastwirtschaft, wo der Knecht gerade zechte. Er bemerkte sofort den Tumult draußen, eilte hinaus, ergriff die beiden Pferde und wollte sie zurück in den Stall bringen. Er setzte sich auf eines der Pferde und ritt los. Doch auf dem Weg schlief er ein. Am nächsten Morgen wachte er verdutzt auf zwei schwarzen Torfhaufen im Oxlundmoor (bei Großenwiehe) auf.
In dieser Sage werden die Bezeichnungen Nis, Puk und Nis Puk synonym verwendet.

## Sport
Sport wird beim TSV Lindewitt angeboten. Neben Fußball, Handball oder Badminton werden auch Randsportarten wie Bogenschießen und Faustball ausgeübt. Seit der Saison 2017/2018 ist die Fußballabteilung des TSV Lindewitt in die „SG Nordau“ integriert, eine Spielgemeinschaft mit dem SSV Schafflund, dem TSV Medelby und dem Höruper SC, deren erste Männermannschaft seit der Saison 2019/20 in der schleswig-holsteinischen Verbandsliga Nord spielt.

## Persönlichkeiten

### Söhne und Töchter der Gemeinde
- Thomas Andresen (* 1897 in Linnau; † 1972) war ein deutscher Politiker der CDU.
- Christian Mahler (* 1900 in Lindewitt; † 1976), war ein Landwirt und Politiker der dänischen Minderheit in Schleswig-Holstein.
- Silke Vogt-Deppe (* 1958 in Lüngerau) ist eine Hamburger SPD-Politikerin.

### Persönlichkeiten, die vor Ort gewirkt haben
- Wilhelm Jürgensen (* 1902 in Mohrkirch-Osterholz; † 1972 in Lüngerau) war ein deutscher Politiker (NSDAP/AO und Schleswig-Holsteinische Gemeinschaft)
- Peter Thomsen (* 1961 in Flensburg), Vielseitigkeitsreiter und Olympiasieger. Er lebt in Kleinwiehe.